# 安保実員
安保 実員（あぼ ／あぶ さねかず）は、鎌倉時代前期の鎌倉幕府の御家人。名字は阿保とも。父は安保実光。

## 人物
武蔵七党の一つで丹治比真人姓を称し、武蔵国安保（現埼玉県児玉郡神川町元阿保）を拠点とした丹党の一族、安保氏の2代目。
承久の乱の恩賞として播磨国の守護に任じられる。実員の娘は鎌倉幕府3代執権である北条泰時の継室となって次男時実を産むが、時実は16歳で死去している。これ以外の孫として阿保頼泰がいる。実員の一族は本来分家の流れだが、鎌倉幕府が崩壊し、宗家が滅ぶと、代わりに惣領家を継ぐ事となる。頼泰の子孫は室町時代を生き抜いて、のちに後北条氏に属する武将として、上野国内の要衝を支えることとなる。